# Aéroport d'Élista
L'aéroport international d'Élista (code IATA : ESL • code OACI : URWI) est un aéroport desservant la ville d'Élista en Russie.

## Compagnies aériennes et destinations
| Compagnies | Destinations                               |
| ---------- | ------------------------------------------ |
| RusLine    | Moscou-Domodédovo En saison : Sotchi-Adler |

Édité le 08/03/2018